# 栋夫龙
栋夫龙（法語：Domfront，法語發音：[dɔ̃fʁɔ̃] ⓘ）是法国奥恩省的一个旧市镇，属于阿让唐区。2016年1月1日，栋夫龙和相邻的另外2个市镇合并为新市镇栋夫龙昂普瓦赖（Domfront en Poiraie），栋夫龙为政府驻地。

## 地理
栋夫龙（48°35'25"N, 0°38'25"W）面积35.54 平方千米，位于法国诺曼底大区奧恩省，该省份为法国西北部内陆省份，北起顺时针与卡爾瓦多斯省、厄尔省、厄尔-卢瓦省、萨尔特省、马耶讷省和芒什省接壤。
与栋夫龙接壤的市镇（或旧市镇、城区）包括：圣博梅尔莱福日、圣布里斯、吕塞。
栋夫龙的时区为UTC+01:00、UTC+02:00（夏令时）。

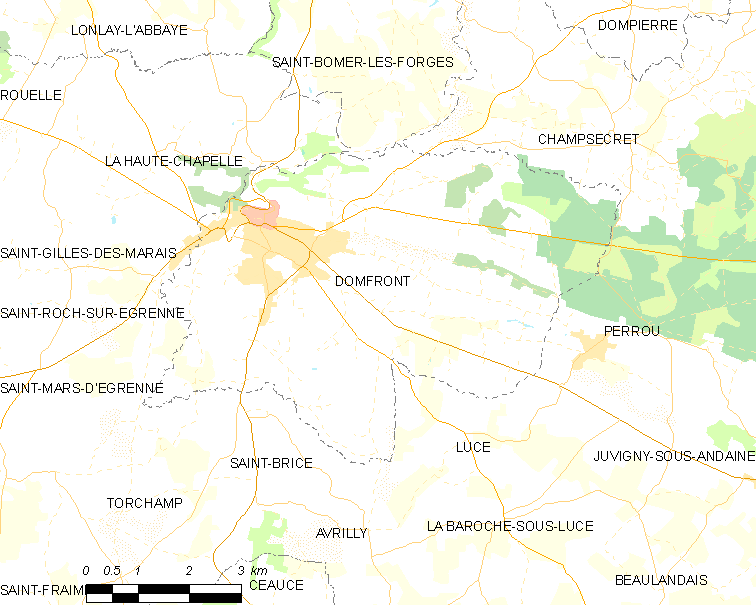
栋夫龙的OSM定位图

## 行政
栋夫龙的邮政编码为61700，INSEE市镇编码为61145。

## 政治
栋夫龙所属的省级选区为栋夫龙昂普瓦赖县。

## 人口

1962-2008年间栋夫龙人口变化图示

栋夫龙于2018年1月1日时的人口数量为3473人。